# Chevrolet Corvette C6.R
Chevrolet Corvette C6.R – samochód wyścigowy produkowany przez firmę Chevrolet, należącą do koncernu General Motors w latach 2005–2009 (GT1) i od 2009 (GT2). Typ nadwozia to 2-drzwiowe coupé. Następca modelu Chevrolet Corvette C5.R. Do napędu użyto jednostki V8 7,0 l (7000 cm³) OHV 16v/2v cylinder, generującą moc maksymalną 590 KM oraz V8 6,0 l (do napędu wersji GT1) z maksymalnym momentem obrotowym 640 Nm. Moc przenoszona była na tylną oś poprzez 6-biegową sekwencyjną skrzynię biegów. Prędkość maksymalna w wersji GT1 wynosi 310 km/h (192 mph), zaś przyspieszenie 0–100 km/h 3,21 s. Konstrukcję oparto na Chevrolecie Corvette C6 ZR1.

## Wersja GT2

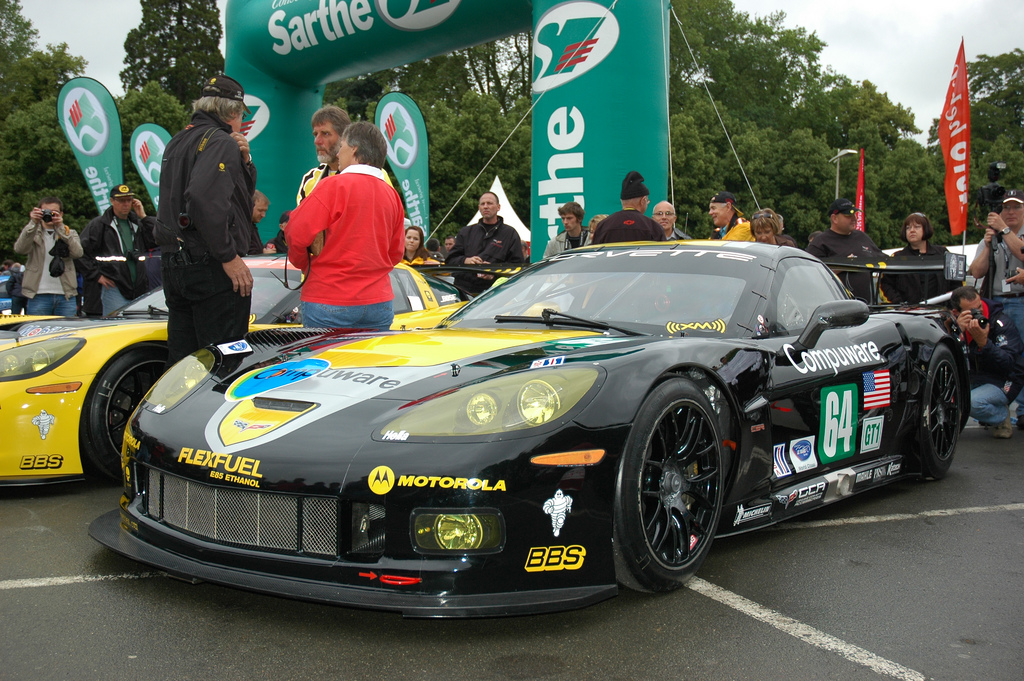
Chevrolet Corvette C6.R GT2

Chevrolet Corvette C6.R GT2 – zmodyfikowana wersja Chevroleta Corvette C6.R GT1 używana od 2009 r. Do napędu użyto jednostki V8 5,5 l (5500 cm³) OHV 16v/2v cylinder (LS7), generującą moc maksymalną 485 KM przy 5800 obr./min. Napędzany jest etanolem. Konstrukcję pojazdu oparto na Chevrolecie Corvette C6 ZR1. Osiągi są nieznane. Różni się kształtem oraz silnikiem. Startował na American Le Mans Series, Le Mans Series, FIA GT Championship i 24 godzinnym Le Mans.

## Dane techniczne

### Silnik
- V8 7,0 l (GT1), 6,0 l (GT1), 5,5 l (GT2) (5500 cm³), 2 zawory na cylinder
- Moc maksymalna: 590 KM (GT1), 485 KM przy 5800 obr./min
- Maksymalny moment obrotowy: 640 N•m (GT1), b/d (GT2)

### Osiągi
- Przyspieszenie 0-100 km/h: 3,21 s (GT1), b/d (GT2)
- Przyspieszenie 0-160 km/h: b/d
- Prędkość maksymalna: 310 km/h (192 mph)

## Galeria zdjęć

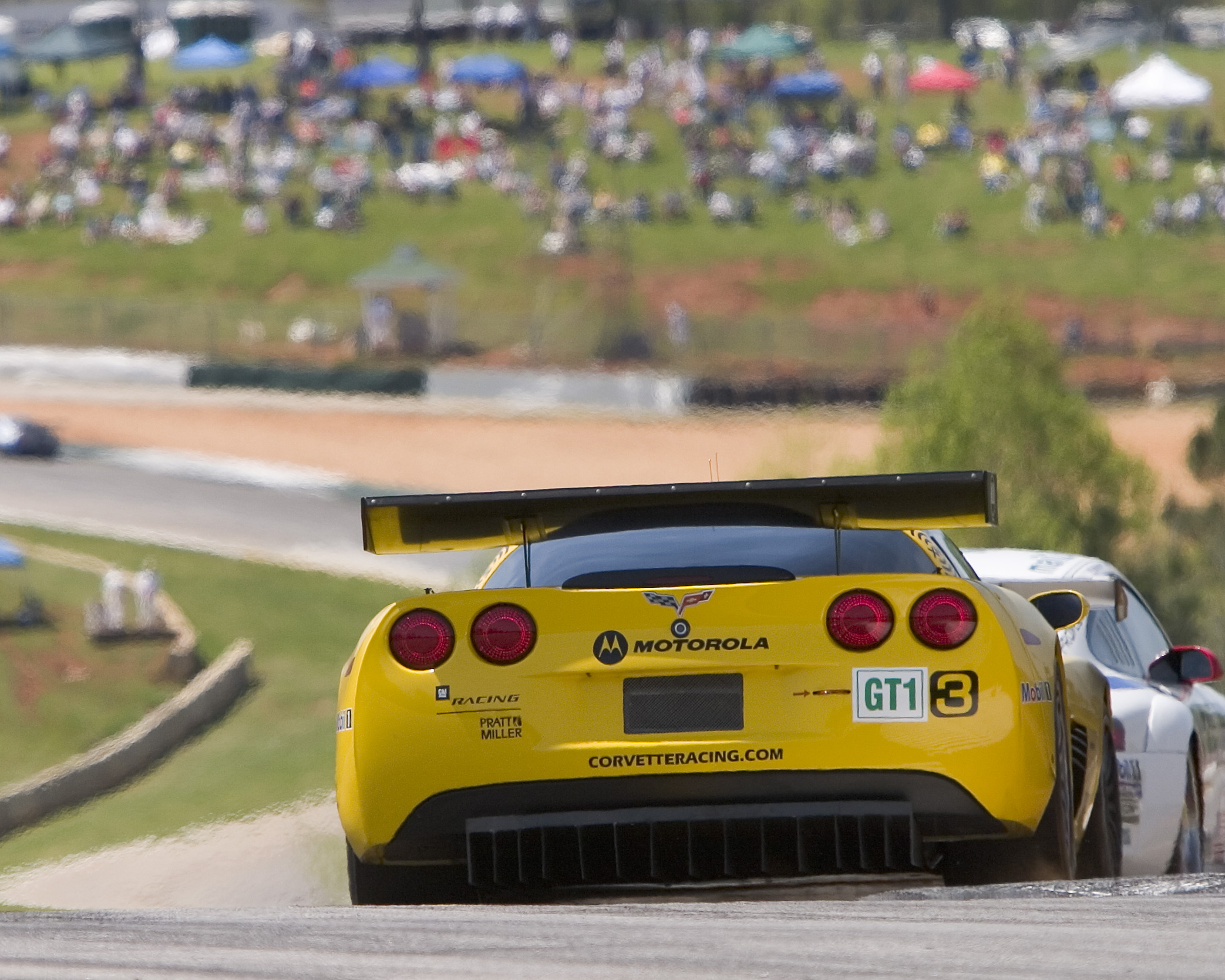
Tył bolidu
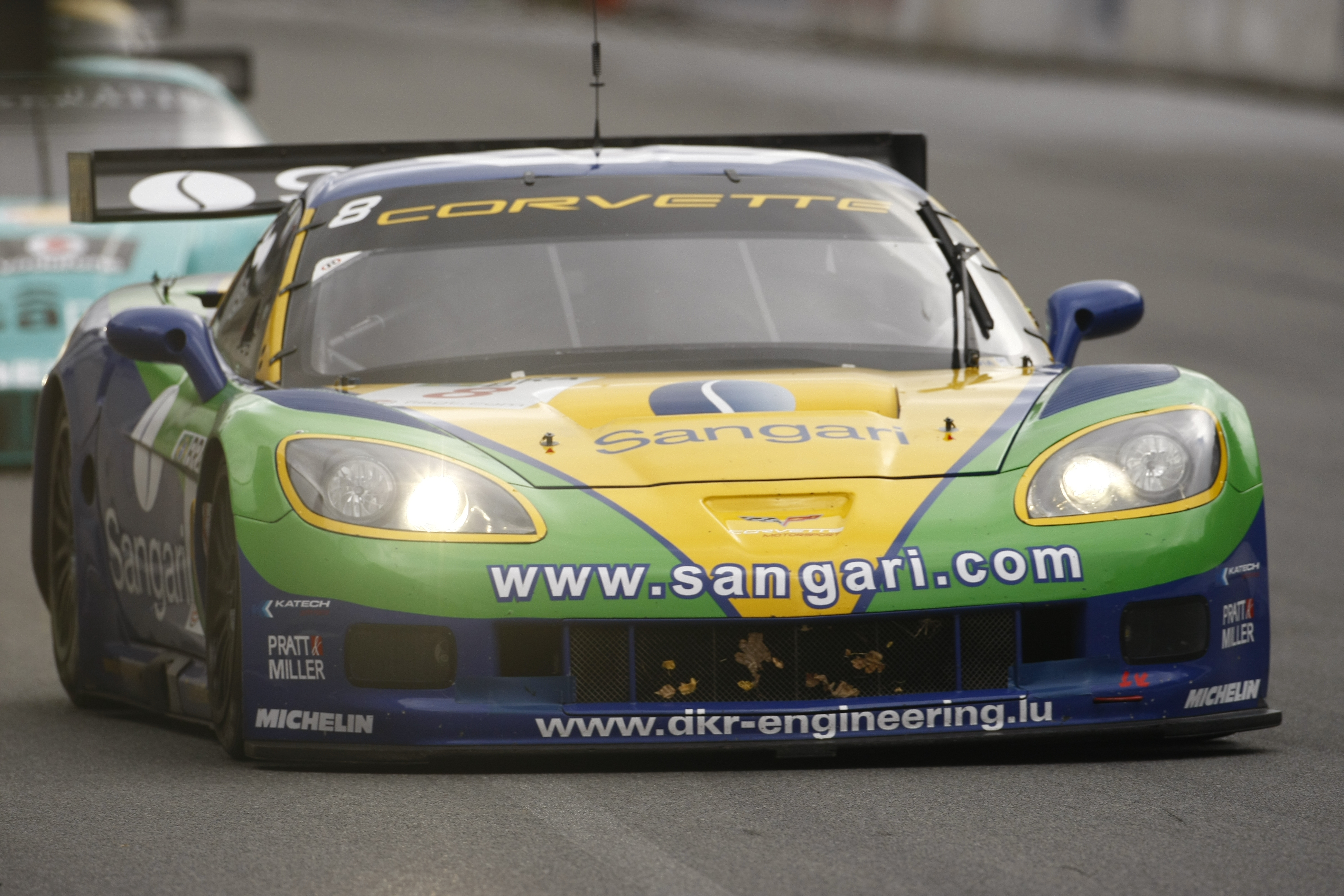
Przód pojazdu
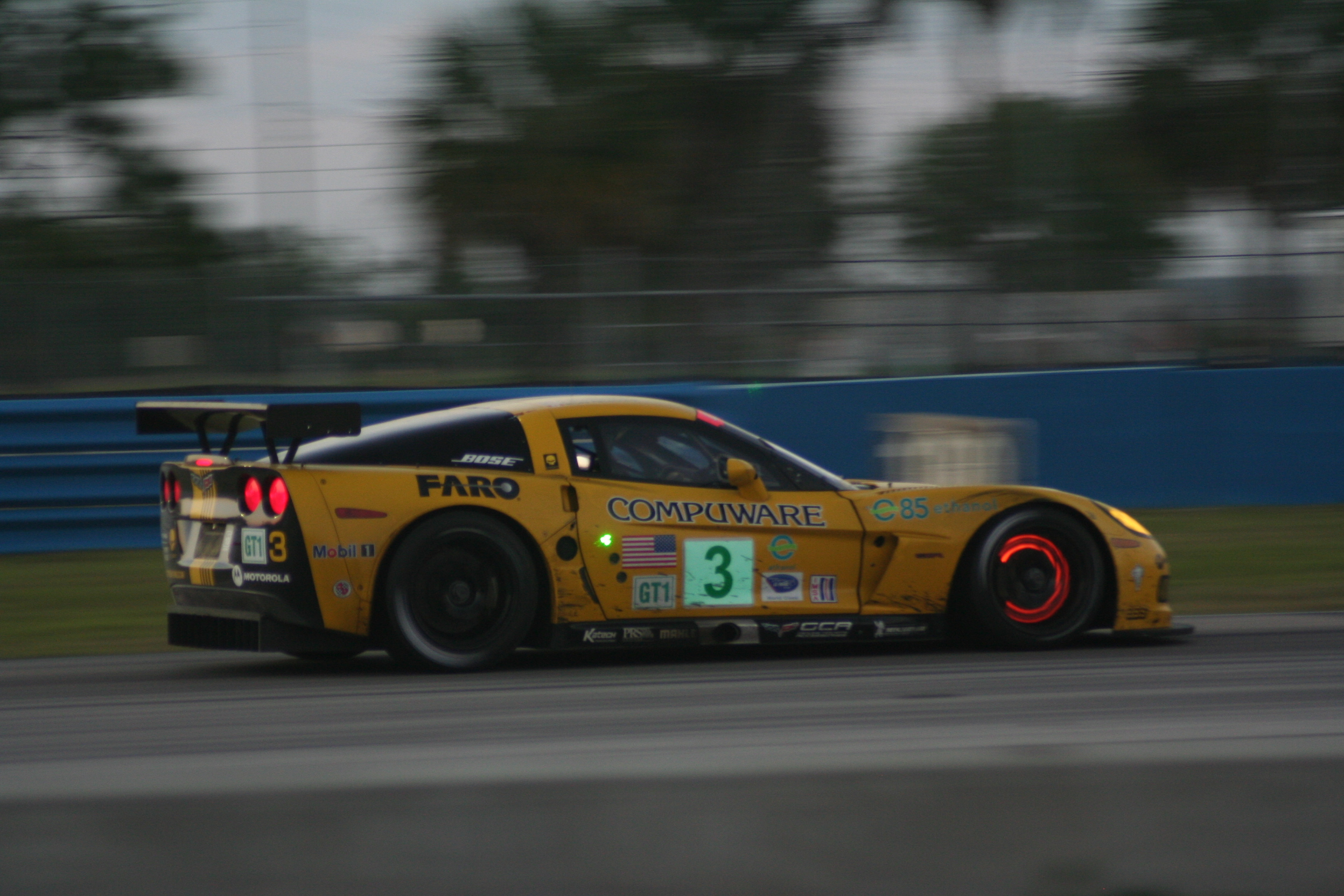
Bok samochodu
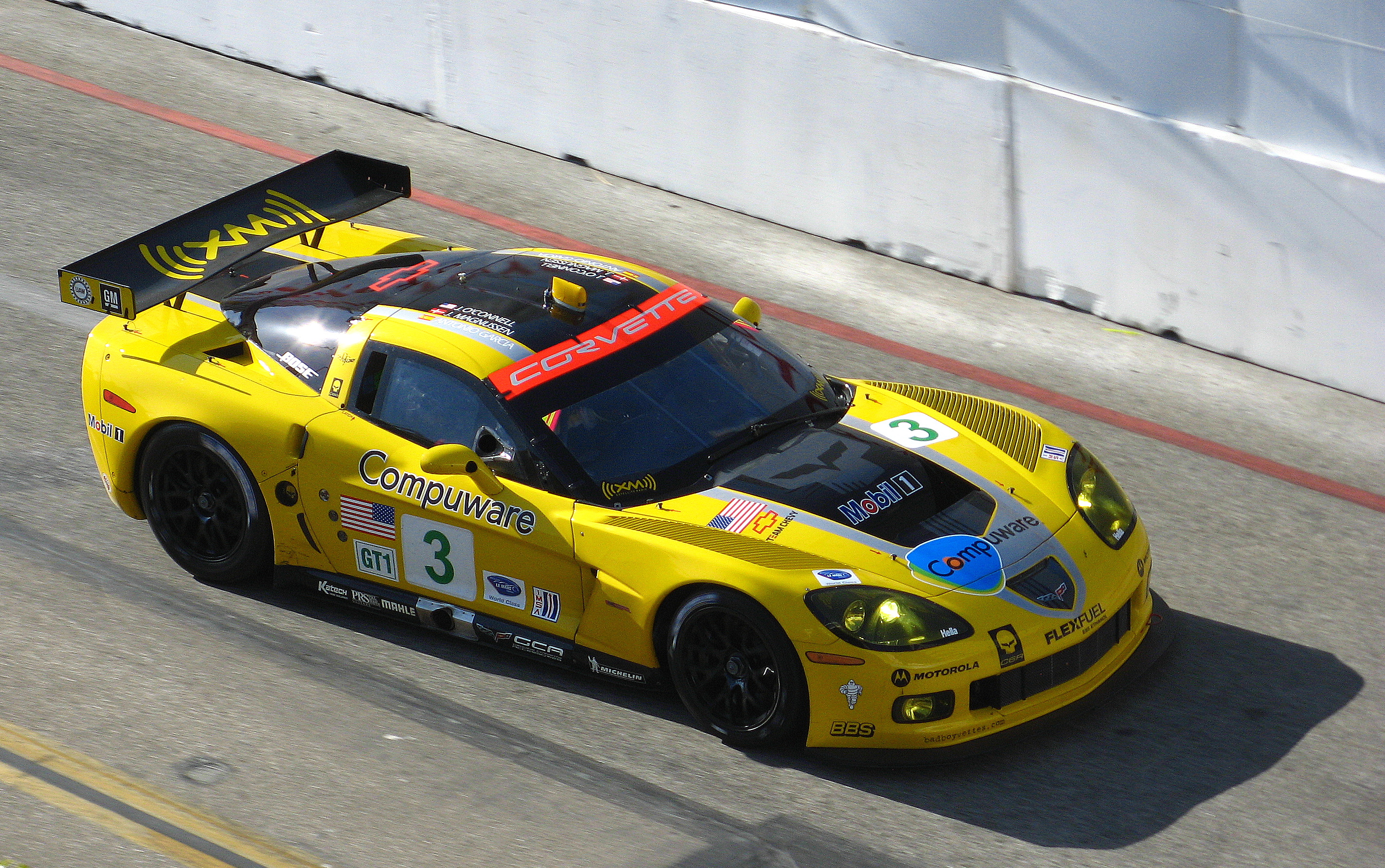
Chevrolet Corvette C6.R